# Koler
Koler je priimek v Sloveniji, ki ga je po podatkih Statističnega urada Republike Slovenije na dan 1. januarja 2010 uporabljalo 197 oseb.

## Znani nosilci priimka
- Božo Koler (*1961), geodet
- Franc Koler (1915–1996), organist, glasbeni pedagog
- Ljubomir Koler (1917–1981), član organizacije TIGR in politik
- Teja Koler Povh, bibliotekarka knjižnice FGG